# Nicola Sanesi

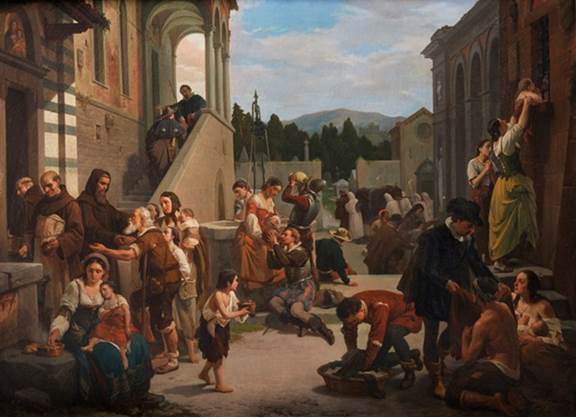
Le sette opere di Misericordia

Nicola (o Niccola o Niccolò) Sanesi (Firenze, 1818 – Firenze, 7 dicembre 1889) è stato un pittore italiano.

## Biografia
Nato da Gaetano e Teresa Gabbuggiani, frequentò l'Accademia di belle arti di Firenze, realizzando brillanti prove sia a disegno sia a olio sui vari temi dettati dall'Accademia. In questi anni precoci eseguì copie da dipinti antichi degli Uffizi, temi storici come Dante Alighieri che spiega a Giotto la Sacra Bibbia, soggetti religiosi tra i quali un'Annunciazione e una Madonna Addolorata, già conservata nella chiesa di San Niccolò a Pisignano e ora nel Museo di Arte Sacra di San Casciano in Val di Pesa. Sempre negli stessi anni realizzò anche soggetti ripresi dal vero come il ritratto del fratello e quello del Gonfaloniere di Montevarchi (1849). Altro dipinti di realismo erano Il lunedì del ciabattino (1845), Il riposo dei pifferai d'Abruzzo (1854), La conversione di un capo di briganti, I tre amici e Il pane dell'elemosina (1855), Le sette opere di Misericordia (1864). 
Nel 1861 eseguì Il Bravo di Venezia dipinto ispirato all'omonimo romanzo dello scrittore statunitense James Fenimore Cooper, per il quale avrebbe realizzato anche le incisioni per l'edizione italiana del 1880. Ancora un soggetto storico medioevale ne La battaglia di Campaldino del 1880; secondo uno stile neoquattrocentesco era dipinto il ritratto di Giovanni Bongiovanni, eseguito per lo Spedale degli Innocenti a Firenze.

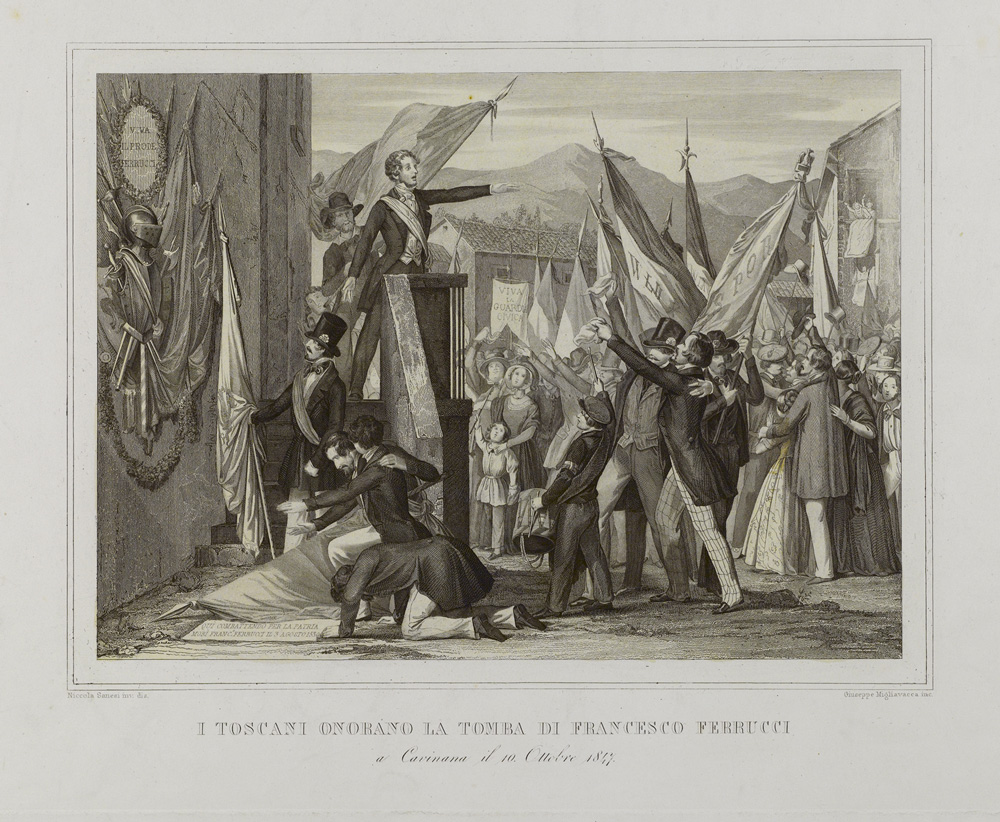
I Toscani Onorano la Tomba di Francesco Ferrucci

Su un versante molto diverso il dipinto neosettecentesco Il regalo alla favorita, noto attraverso un'incisione; del 1875 era Il pregiudizio per amore o la Zingara indovina, presentato alla Società di Incoraggiamento delle Belle Arti di Firenze, del quale si conosce l'incisione. Nel 1865 prese parte alle celebrazioni per il Centenario Dantesco. Nel febbraio 1873 in occasione del Carnevale curò l'esecuzione di dodici tableaux vivants, raffiguranti soggetti storici, rappresentati nel Salone dei Cinquecento in Palazzo Vecchio a Firenze. 
Sanesi non si sottrasse all'impegno politico e patriottico, che venne esemplificato in dipinti quali La battaglia di San Martino (già presso la Galleria nazionale d'arte moderna di Roma) o La gran festa nazionale seguita in Firenze (Museo del Risorgimento di Bologna). Risorgimentali anche i soggetti dei disegni con episodi delle guerre d'indipendenza e dei moti rivoluzionari del 1848: La rivoluzione di Palermo del 12 gennaio 1848; La proclamazione della Repubblica di Venezia del marzo 1848; Il giuramento della Costituzione di Ferdinando Re delle Due Sicilie in piazza di San Francesco di Paola a Napoli il 24 febbraio 1848; I dimostranti sul Ponte a Santa Trinita a Firenze e Leopoldo II riceve le delegazioni toscane che gli rendono omaggio per l'istituzione della Guardia Civica il 12 settembre 1848; La sollevazione di Rimini del Settembre 1845.
All'importante Esposizione di Firenze del 1861, prima manifestazione artistica dell'Italia unita, inaugurata dal re Vittorio Emanuele II nella sede della ex-stazione ferroviaria Leopolda di Porta al Prato, espose Il Bravo di Venezia. 
Tra i riconoscimenti accademici vi fu la nomina a Cavaliere della Corona d'Italia e quella a Socio Onorario della Società delle Belle Arti di Firenze, della quale era membro del Consiglio già dal 1853 e nella cui pinacoteca si trova un suo autoritratto a carboncino su carta. Un altro suo autoritratto fu richiesto per la collezione degli Uffizi, dove è conservato anche se non esposto. 
A Palazzo Pitti sono invece conservati due dipinti eseguiti su stoffa, precisamente su due tendoni da finestre in una sala della Meridiana affrescata nel 1864 da Annibale Gatti con L'assedio di Firenze, i quali raffigurano temi cari al Romanticismo storico ovvero La disfida di Barletta e Francesco Ferrucci a Gavinana. 

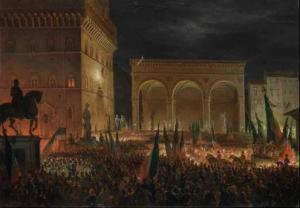
L'annuncio del Plebiscito (1861)

La fama del Sanesi è legata anche ai suoi disegni e alle sue litografie per l'illustrazione di giornali satirico-politici come La Vespa (1848-49), La Zanzara (1849) e Il Lampione (1848-49); per non incorrere nella censura Sanesi firmò anche con gli pseudonimi di Rapin o di Cavron, desunto dal pittore Cabrion, personaggio de Les mystères de Paris di Eugène Sue (1842-43).
Tra le molte opere a stampa per le quali sanesi eseguì le illustrazioni ricorderemo: Enciclopedia popolare italiana o Tesoro universale di utili cognizioni concernenti storia, geografia, cronologia...; L'Innominato di Luigi Gualtieri, romanzo storico sulla scia del molto più celebre I Promessi Sposi di Manzoni. Ben più noti al pubblico furono illustrati da Sanesi Ettore Fieramosca ossia La disfida di Barletta di Massimo D'Azeglio e tre romanzi di Francesco Domenico Guerrazzi La battaglia di Benevento, L'assedio di Firenze e Beatrice Cenci. Altro romanzo a soggetto storico Beno de' Gozzoli, podestà di Milano, del quale era autore il giornalista milanese Raffaele Sonzogno. 
Ancora illustrò Spartaco dello scrittore e patriota Raffaello Giovagnoli. Per l'editore Carrara di Milano illustrò il Canzoniere di Petrarca, L'Orlando furioso di Ariosto, La Gerusalemme liberata di Tasso, e anche un'edizione de I promessi sposi di Manzoni.
Nicola Sanesi morì a Firenze nel 1889 e fu commemorato in un necrologio del giornalista e scrittore Guido Carocci, che ne ricordò i molti dipinti, i restauri e soprattutto i disegni briosi e eleganti.